# Alzado

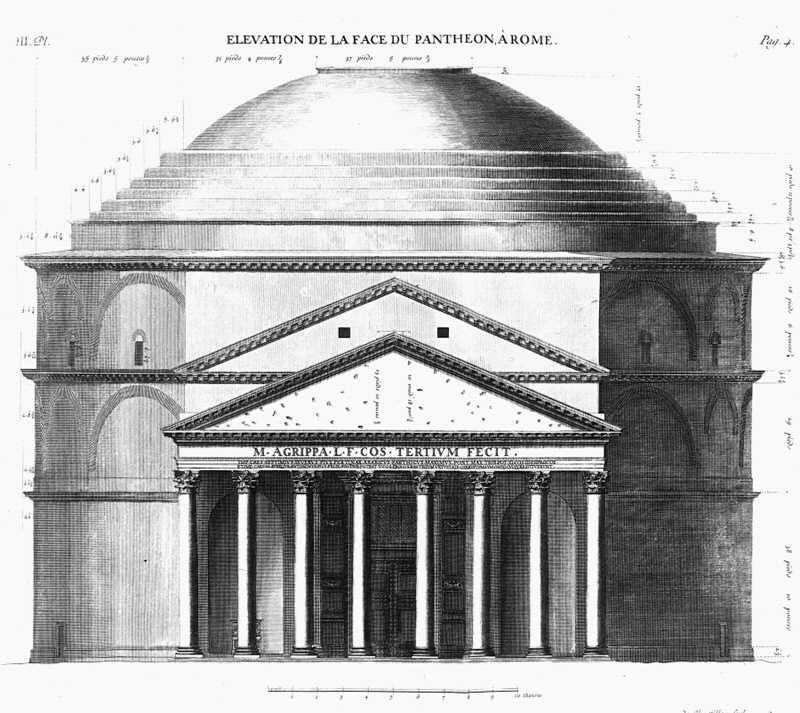
Alzado del Panteón de Agripa.

Un alzado o elevación, en dibujo técnico, o arquitectónico, es la representación plana de la fachada de un edificio, un lado de una máquina o de un objeto, mediante proyección geométrica ortogonal, sin tener en cuenta la perspectiva, conservando este todas sus proporciones.
El alzado se obtiene mediante proyección paralela del elemento a representar, siendo esta perpendicular al plano de proyección. El alzado es una de las representaciones principales del sistema diédrico, junto con la planta; también se emplea el alzado lateral, como dibujo auxiliar.
El alzado, dibujado a escala, permite comprobar la verdadera dimensión de todos los elementos del sujeto graficado, siendo de gran utilidad en las representaciones arquitectónicas y, por ello, forma parte de los documentos imprescindibles de todo proyecto de arquitectura.
Además de esto puede ayudar en gran medida  a leer de mejor forma un plano arquitectónico y atener referencias de niveles de cierto proyecto arquitectónico y con esto tener una mayor comprensión de alturas en proyectos y desniveles, evitando tener que medir manualmente.